# Tristan Dagron
Tristan Dagron (né en 1964 à Paris) est un philosophe et historien français de la philosophie.

## Biographie
Ancien élève de l'École normale supérieure (L1985), agrégé et docteur en philosophie, Tristan Dagron est directeur de recherches au CNRS (UMR 5037 : Institut d'histoire de la pensée classique, de l'Humanisme aux Lumières). Son travail porte en priorité sur les domaines de l'histoire de la philosophie, la philosophie de la Renaissance et de l'âge classique, la métaphysique et la psychologie. Il est docteur en psychologie clinique (2015) de l'université de Lyon II.

## Publications
- Giordano Bruno, La Cabale du cheval pégaséen, traduction de T. Dagron, Œuvres complètes VI, éd. G. Aquilecchia, introd. et notes de N. Badaloni, Paris, Les Belles Lettres, 1994, 210 p.  (ISBN 2-251-34444-6).
- « Giordano Bruno et la théorie des liens » in Les Etudes philosophiques IV, Philosophie italienne, 1994, p. 467-487.
- Unité de l'être et dialectique : l'idée de philosophie naturelle chez Giordano Bruno, Paris, Vrin, coll. « De Pétrarque à Descartes », 1999, 417 p.  (ISBN 2-7116-1413-1).
- « Le Timée de Marsile Ficin : providence et nécessité » Kaïros, n° 16, mai 2000.
- John Toland, Clidophorus, traduction de T. Dagron, Paris, Allia, « Petite Collection », 2002, 96 p.  (ISBN 2-8448-5078-2).
- La Boétie, Discours de la servitude volontaire, éd. L. et A. Tournon, présentation de T. Dagron, suivi de Les Paradoxes de la servitude volontaire, études de Ph. Audegean, T. Dagron, L. Gerbier, F. Lillo, O. Remaud, L. Tournon, Paris, Vrin, 2002, 177 p.  (ISBN 2-7116-1545-6).
- « Amitié, avarice et lien social chez La Boétie », in La Boétie, Discours de la servitude volontaire, suivi de Les paradoxes de la servitudes volontaire, études de Ph. Audegean, T. Dagron, L. Gerbier, F. Lillo, O. Remaud, L. Tournon, Paris, Vrin, 2002, p. 63-85.
- Mondes, Formes et Société selon Giordano Bruno, dir. avec Hélène Védrine, Paris, Vrin, Coll. « De Pétrarque à Descartes », 2003, 219 p.  (ISBN 2-7116-1620-7).
- La Doctrine de l'essence du De causa : les sciences spéculatives chez Bruno, in Mondes, Formes et Société selon Giordano Bruno, Paris, Vrin, Coll. « De Pétrarque à Descartes », 2003, p. 133-149.
- « David de Dinant : sur le fragment "Hyle, Mens, Deus" des Quaternuli », Revue de métaphysique et de morale n° 40, 2003/4, Paris, PUF, p. 419-436.
- John Toland, Lettres à Serena et autres textes, éd., introd. et notes de T. Dagron, Paris, H. Champion, 2004, 399 p.  (ISBN 2-7453-0996-X).
- « Toland et l'hétérodoxie : de la conformité occasionnelle au panthéisme », Historia philosophica, vol. 2, 2004.
- John Toland, Le Christianisme sans mystères, éd., introd. et notes de T. Dagron, Paris, H. Champion, 2005, 271 p.  (ISBN 2-7453-1189-1).
- « Les êtres contrefaits d'un monde malade. La nature et ses monstres à la Renaissance : Montaigne et Vanini », Seizième siècle, n° 1, 2005, p. 289-311.
- « Nature and its monsters during the Renaissance: Montaigne and Vanini », in Charles T. Wolfe (éd.), Monsters ans Philosophy, London, King's College Publications, 2005.
- « Montaigne et l'expérience. Aspects de la doctrine platonicienne de la tempérance dans les Essais », Bulletin de la Société des amis de Montaigne, VIIIe série, n° 41-42, 2006, p. 79-101.
- Léon Hébreu, Dialogues d'amour, trad. de Pontus de Tyard (1551), éd. avec Saverio Ansaldi, introd. et notes explicatives de T. Dagron, Paris, Vrin, Coll. « De Pétrarque à Descartes », 2006, 524 p.  (ISBN 2-7116-1814-5).
- « La doctrine des qualités occultes dans le De incantationibus de Pomponazzi », Revue de métaphysique et de morale n° 49, 2006/1, Philosophie des XVIe et XVIIe siècles, Paris, PUF, p. 3-20.
- « Compte rendu de Dissertations diverses, de John Toland, éd. de Lia Mannarino, Champion, 2005 », La Lettre clandestine, n° 14, 2006, p. 306-307.
- avec Catherine Secretan et Laurent Bove, Qu'est-ce que les lumières radicales ?, Amsterdam Éd., 2007, 352 p.  (ISBN 2-9155-4739-4).
- « Notes sur l'amour et la subjectivité chez Bruno », Europe n° 937, mai 2007, p. 87-102.
- « Coïncidence et contrariété chez Bruno et Nicolas de Cues », in Fureurs, héroïsme et métamorphose, Pierre Magnard (dir.), Louvain-Paris-Dudley, Éditions de l'Institut supérieur de philosophie-Peeters, 2007, p. 23-35.
- Leibniz et Toland : l'invention du néo-spinozisme, Paris, Vrin, coll. « Bibliothèque d'histoire de la philosophie », 2009, 432 p.  (ISBN 978-2-7116-2168-2).